# Karl Roos
Karl-Philipp Roos (en francès Charles-Philippe Roos) (Surbourg 1878 - 1940 Champigneulle) fou un polític alsacià. El seu pare i el seu avi eren mestres i la seva mare era origiànaria de Durrenbach. Estudià primària a Nordhouse i secundària a Sélestat, i continuà a l'escola episcopal d'Estrasburg i a la Universitat de Friburg de Brisgòvia. Finalment, es doctorà en lingüística a la Universitat d'Estrasburg.
Treballà com a mestre a Estrasburg, Mülhausen, Bochum i Colònia. El 1914 fou mobilitzat a la Primera Guerra Mundial, on assolí el grau de Kompagnieführer (tinent) i fou condecorat amb l'Eiserne Kreuz (Creu de ferro) de 1a classe.
Després de la guerra, va obrir el Col·legi Roos a Estrasburg, que fou tancat per les autoritats franceses. El 1924 fou nomenat inspector de l'Escola de Mines del Sarre, però va dimitir el 1926. Aleshores es va endinsar en la lluita política. El febrer de 1927 succeí Jean Keppi com a secretari general del Heimatbund, i el novembre fundà el Unabhängige Landespartei, que adoptà un programa autonomista i partidari del progrés social.
El 1928 es va veure implicat en el Procés de Colmar, en el que fou condemnat a 15 anys de presó en contumàcia, ja que quan el procés es trobava a Basilea. El 8 de novembre de 1928,es va constituir en presoner i demanà un nou judici a Besançon del 10 al 22 de juny de 1929. Durant la seva detenció fou escollit regidor d'Estrasburg. El 1931 fou nomenat vicepresident del Consell General del Baix Rin.
Des del 1933 es declarà admirador d'Adolf Hitler, cosa que li va fer perdre el suport dels autonomistes moderats. El 1935 fou reelegit al consistori d'Estrasburg, però el 1937 va perdre l'escó del Consell General. Alhora, el 1936 fou elegit diputat per Estrasburg.
El comissari Becker va ordenar arrestar-lo el 4 de febrer de 1939 sota l'acusació d'espionatge, i el va fer tancar a la presó de Nancy, on fou jutjat el 23 d'octubre. Les seves simpaties pel règim nazi jugaren en contra seu, i malgrat la manca de proves, el 26 d'octubre fou condemnat a mort i el 7 de novembre de 1940 fou afusellat a Champigneulle.
Això farà que els invasors nazis el reivindiquin com a símbol de la resistència alsaciana vers l'opressió francesa. El 19 de juny de 1941 les seves despulles foren traslladades a la Hunebourg, i la plaça Kléber d'Estrasburg canvià el nom pel seu. Quan acabà la guerra les autoritats franceses van desplaçar el seu cos del Hunebourg i no se sap que en fou d'ell.